# Taï
Taï es un departamento de la región de Cavally, Costa de Marfil. Creado en el 2013, está el más reciente. En mayo de 2014 tenía una población censada de 102 948 habitantes.

Taï (verde) en su región (verde claro) y su distrito (naranja)

Se encuentra ubicado al suroeste del país, cerca de la frontera con Liberia y del río Sassandra.